# Sturehof (restaurang)

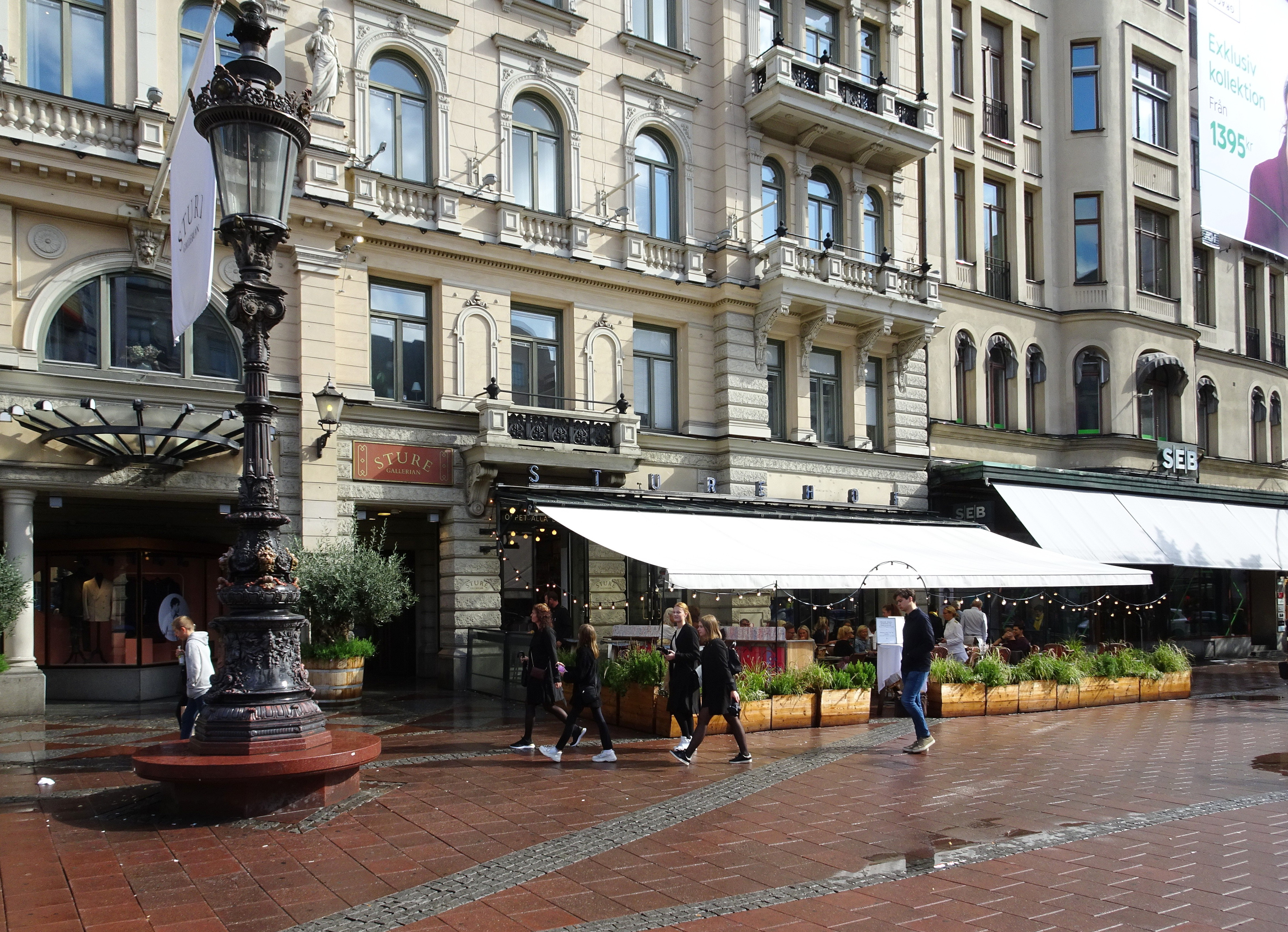
Restaurang Sturehof i september 2019.

Sturehof (även Sture Hof) är en fisk- och skaldjursrestaurang vid Stureplan 2–4 i centrala Stockholm som grundades 1897 under namnet Malta. Sturehof och restaurangen Riche ingår i samma företagsgrupp.

## Historik

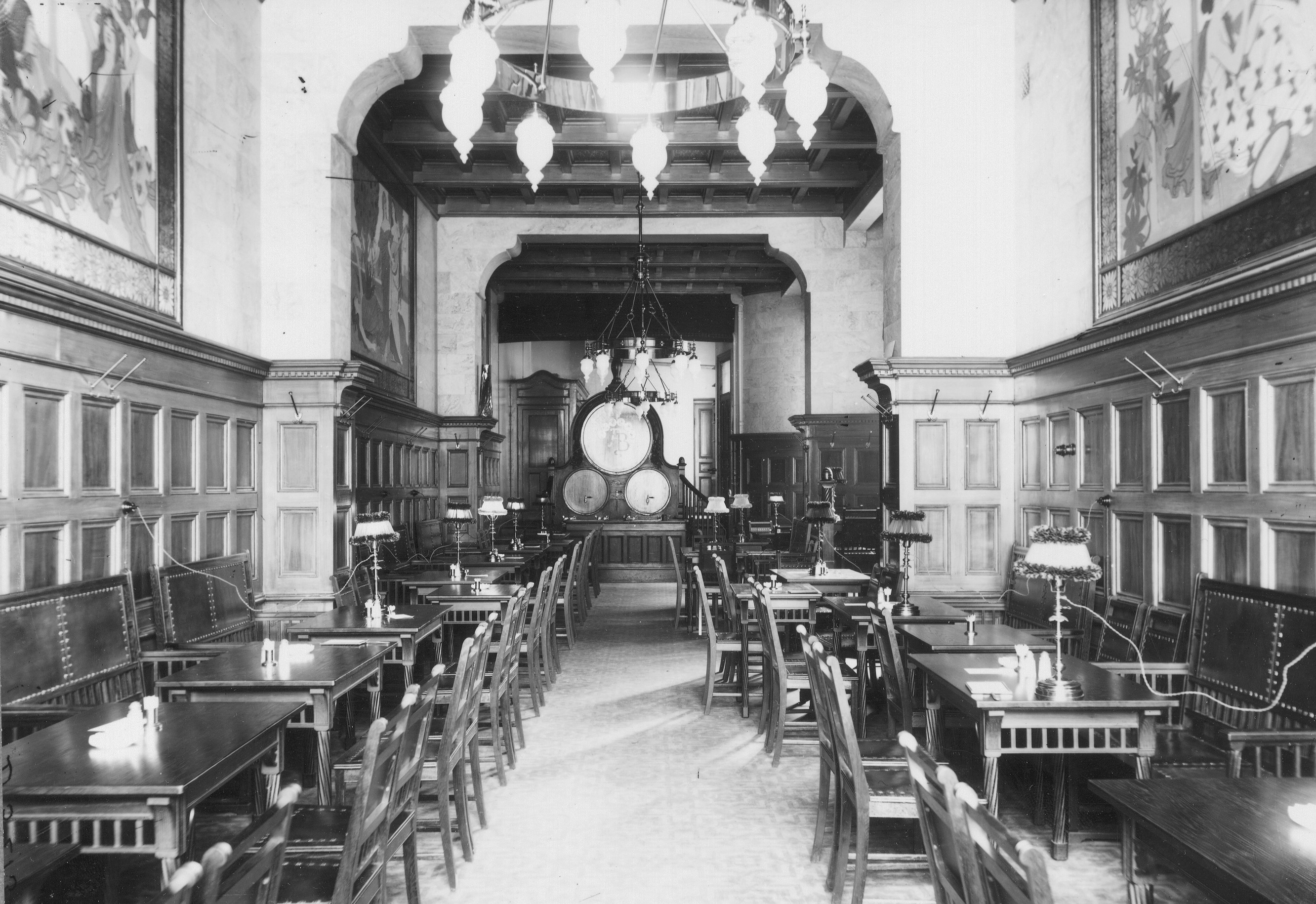
Ölstugan Malta omkring 1900.

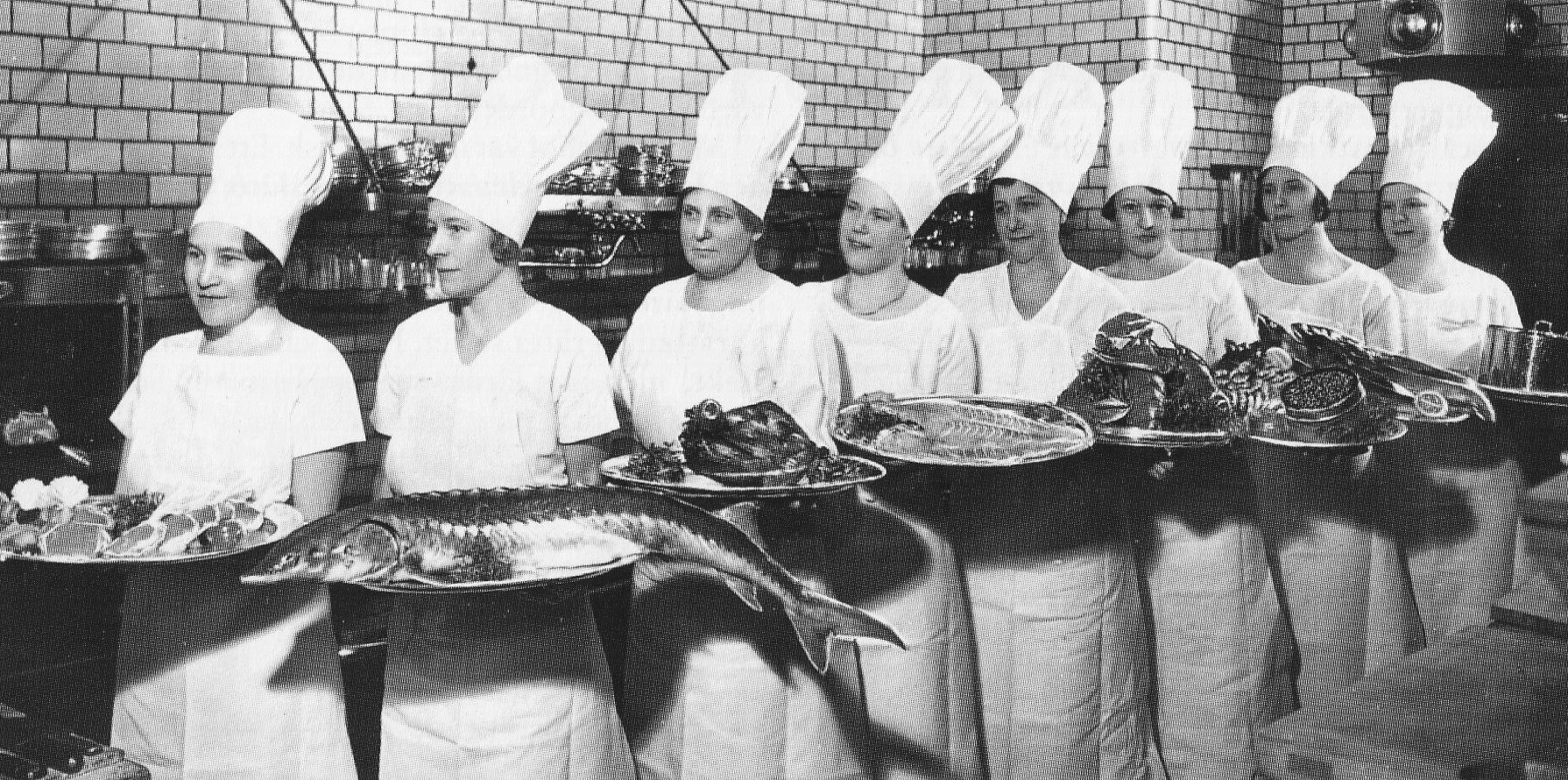
Sturehofs kallskänkor med några av restaurangens läckerheter, 1932.

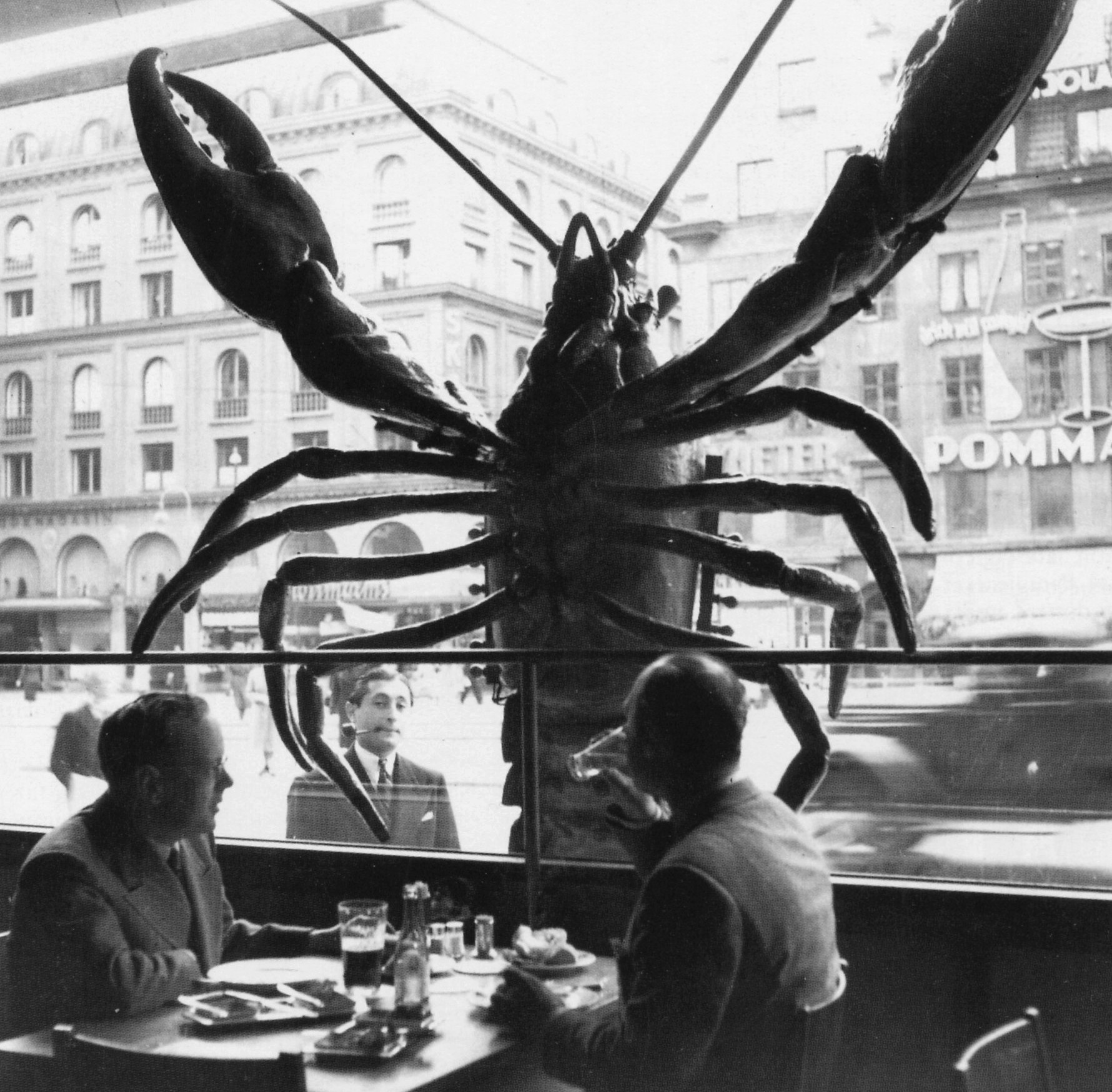
Kräftan utanför Sturehof, 1940.

Sturehof öppnades av Stora Bryggeriet sommaren 1897 under namnet Malta vid Stureplan 6 (nuvarande nr 2), då som "Bierstube" i tysk stil. År 1905 sålde bryggeriet ölstugan till hotelldirektören Ture Marcus. Han namnändrade till Sturehof och överlät fem år senare restaurangen för 15 000 kronor till sin bror Ernst. Namnet Sturehof fanns redan tidigare etablerat i Sturehofs Bierhalle som fram till 1894 låg i grannhuset Stureplan 4.
Ernst Marcus ville skapa en fisk- och skaldjursrestaurang i internationell stil. Under honom blev Sturehof en av Sveriges främsta fiskrestauranger. Han lät importera färska grodlår och champinjoner från Paris och annonserade om musslor, krabbor, hummer, kräftor och ostron. Restaurangen hade egna rökerier och fiskerier i Stockholms skärgård. 
Ernst Marcus hade ett sommarställe på Möja och kontakter på västkusten varifrån han hämtade både inspiration och råvaror till Sturehof. På 1920- och 1930-talen genomfördes flera ombyggnader och utvidgningar; då tillkom bland annat väggmålningar skapade av Torsten Palm, Oscar Brandtberg och Kurt Jungstedt. Välkänd är fotografen K.W. Gullers bild från 1940 visande en jättelik kräfta utanför ett av Sturehofs skyltfönster som var upplyst av kulörta lyktor och skulle locka stockholmarna under kräftsäsongen till Stureplan. 
Till prominenta gäster räknades bland andra Ingmar Bergman och Harriet Andersson samt Ingrid Bergman som älskade Sturehofs sotare. Dag Hammarskjöld hade eget bord. Kar de Mumma inspirerades av familjen Marcus restaurang och kallade Stureplan i en krönika för Marcusplatsen. När ostronbaren öppnades 1953 kom DN:s Rit-Ola. I maj 2013 besöktes Sturehof av Bon Jovi, Bill Clinton och Margot Wallström.
Restaurangen drevs av familjen Marcus ända fram till 1976 då Harald Schmidt övertog och fortsatte i samma stil fram till 1988. Efter några ägarbyten köptes Sturehof i april 1995 av de nuvarande ägarna som anknöt till Ernst Marcus ursprungliga koncept. Man anlitade även formgivaren Jonas Bohlin som konstnärlig ledare för att återställa och samtidigt modernisera Sturehofs interiör. Serveringen omfattar numera även delar av Sturegallerian.

## Sturehov och tillkomsten av Volvo
Sturehof är känt bland bilhistoriker som den restaurang där Assar Gabrielsson och Gustav Larson drog upp riktlinjerna för starten av Volvo. De träffades av en slump på Sturehof i samband med kräftsäsongen i augusti 1924, och kom till en informell överenskommelse som bekräftades i ett handskrivet avtal ett år senare där Gabrielsson uppdrog åt Larson att ta fram en ny bilmodell. Sammanträffandet över ett fat kräftor 1924 kom senare när de första bilmodellerna var introducerade på marknaden att inspirera Volvo AB att som tradition varje år bjuda de anställda på kräftkalas i augusti.

## Historiska interiörbilder
I samband med restaurangens 70-årsjubileum besöktes stället 1967 av fotografen Lennart af Petersens som dokumenterade interiören med sin kamera för Stadsmuseet i Stockholm.

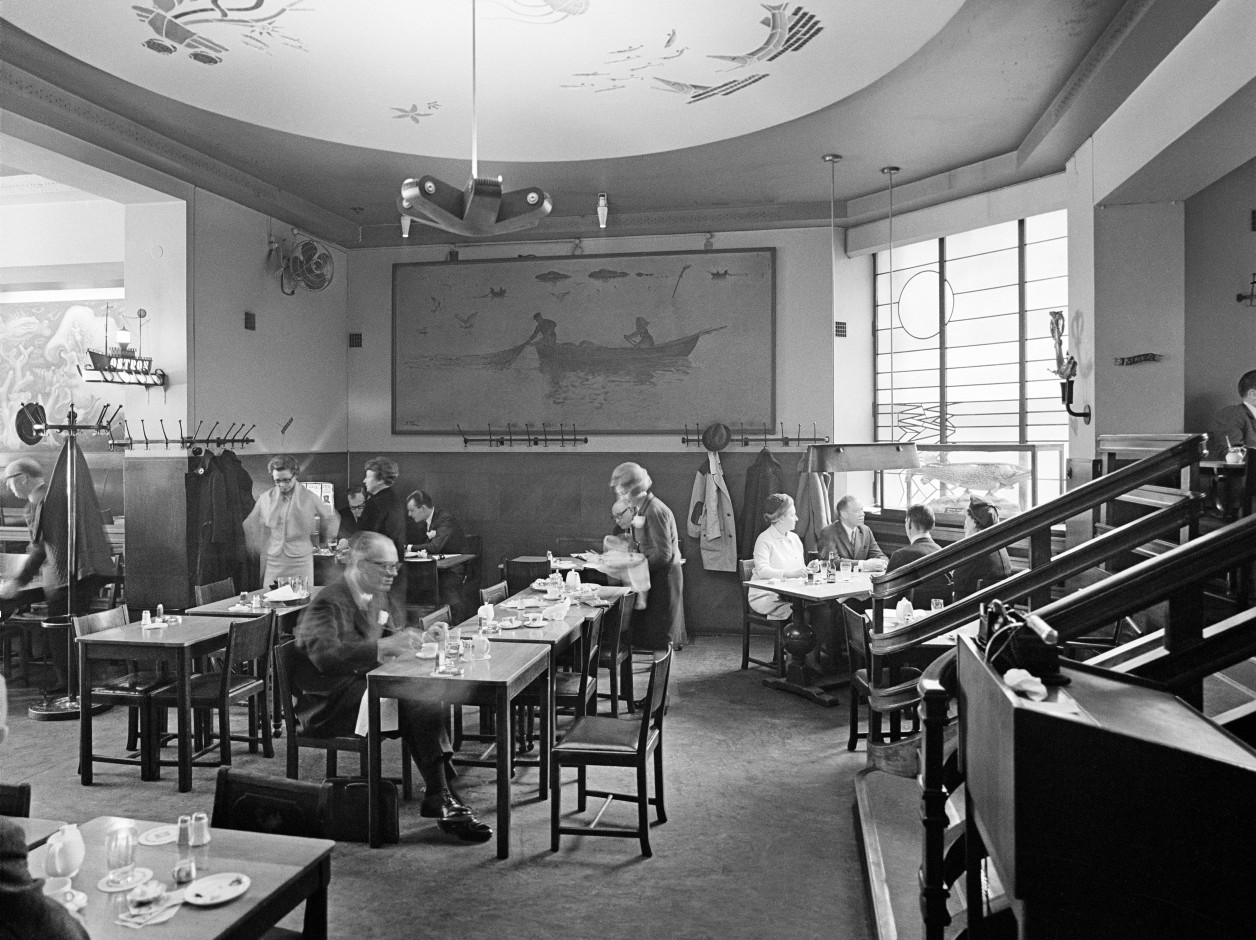
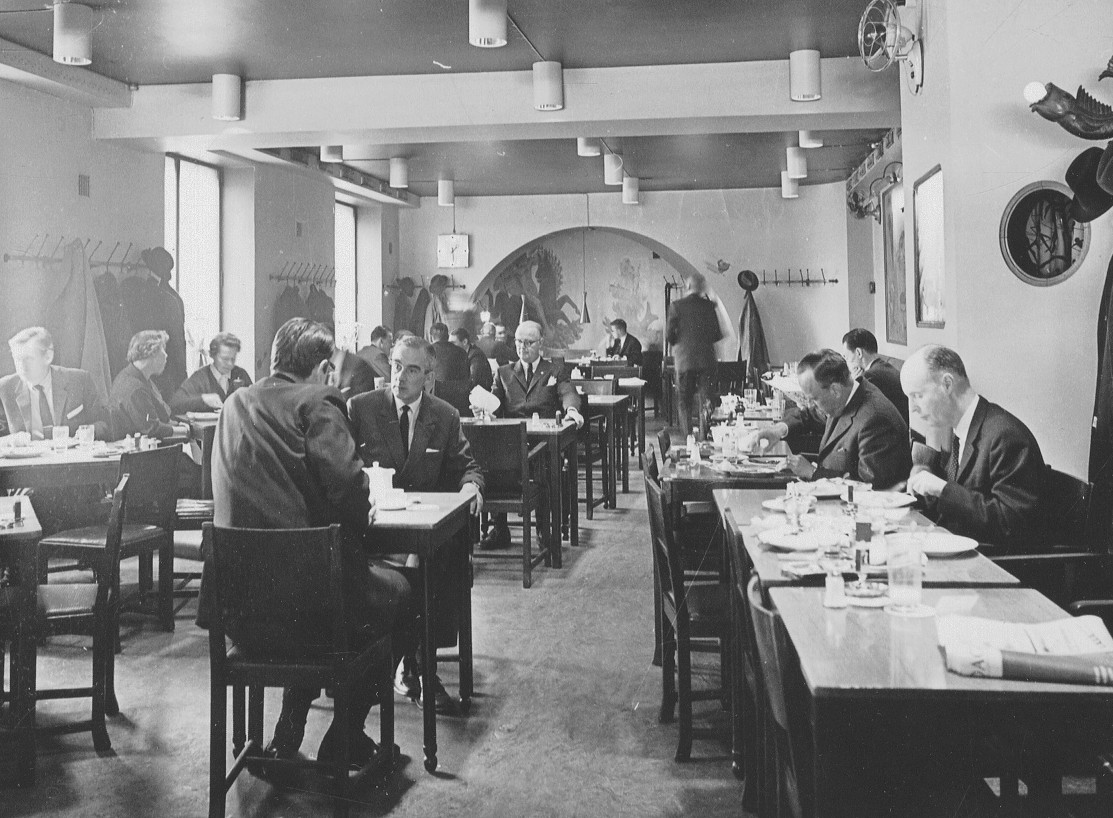
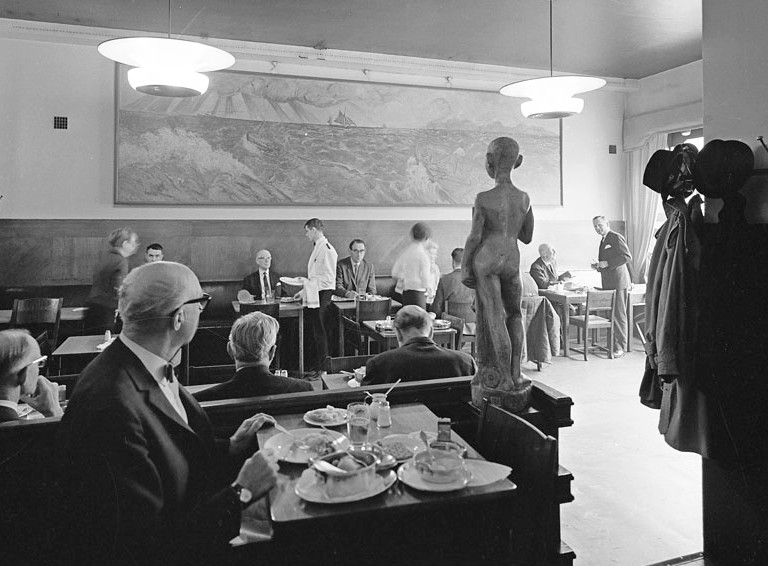
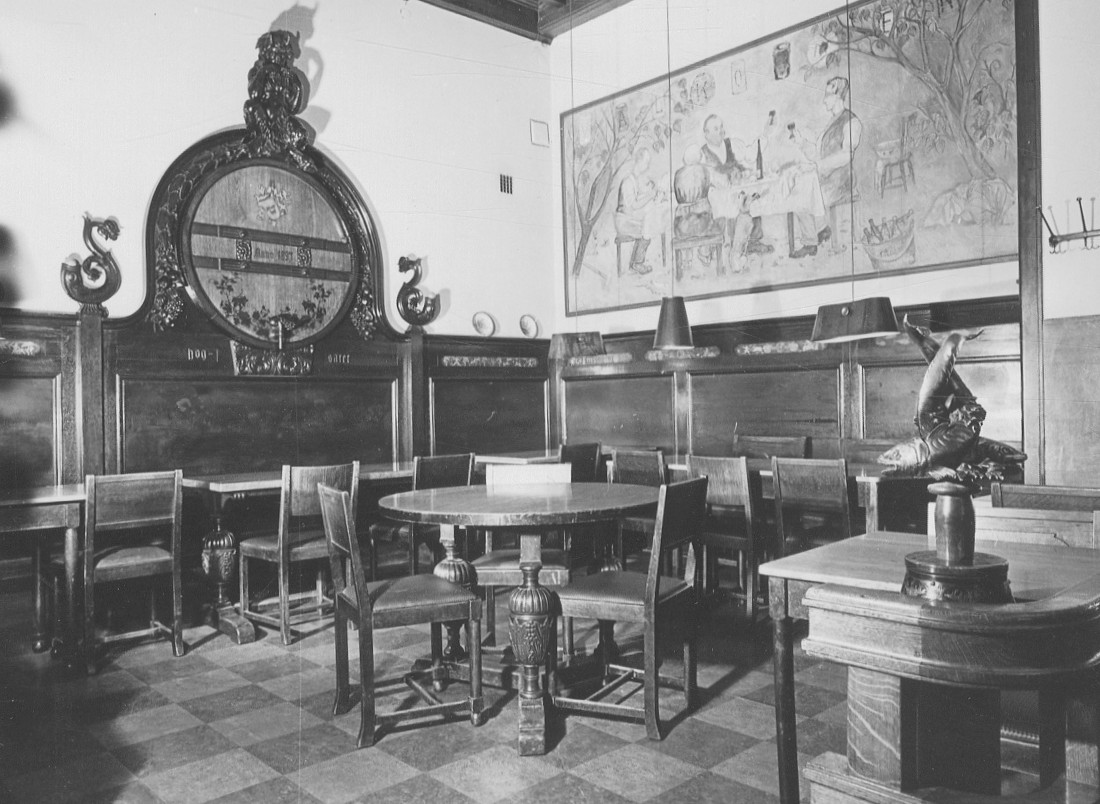

## Nutida bilder

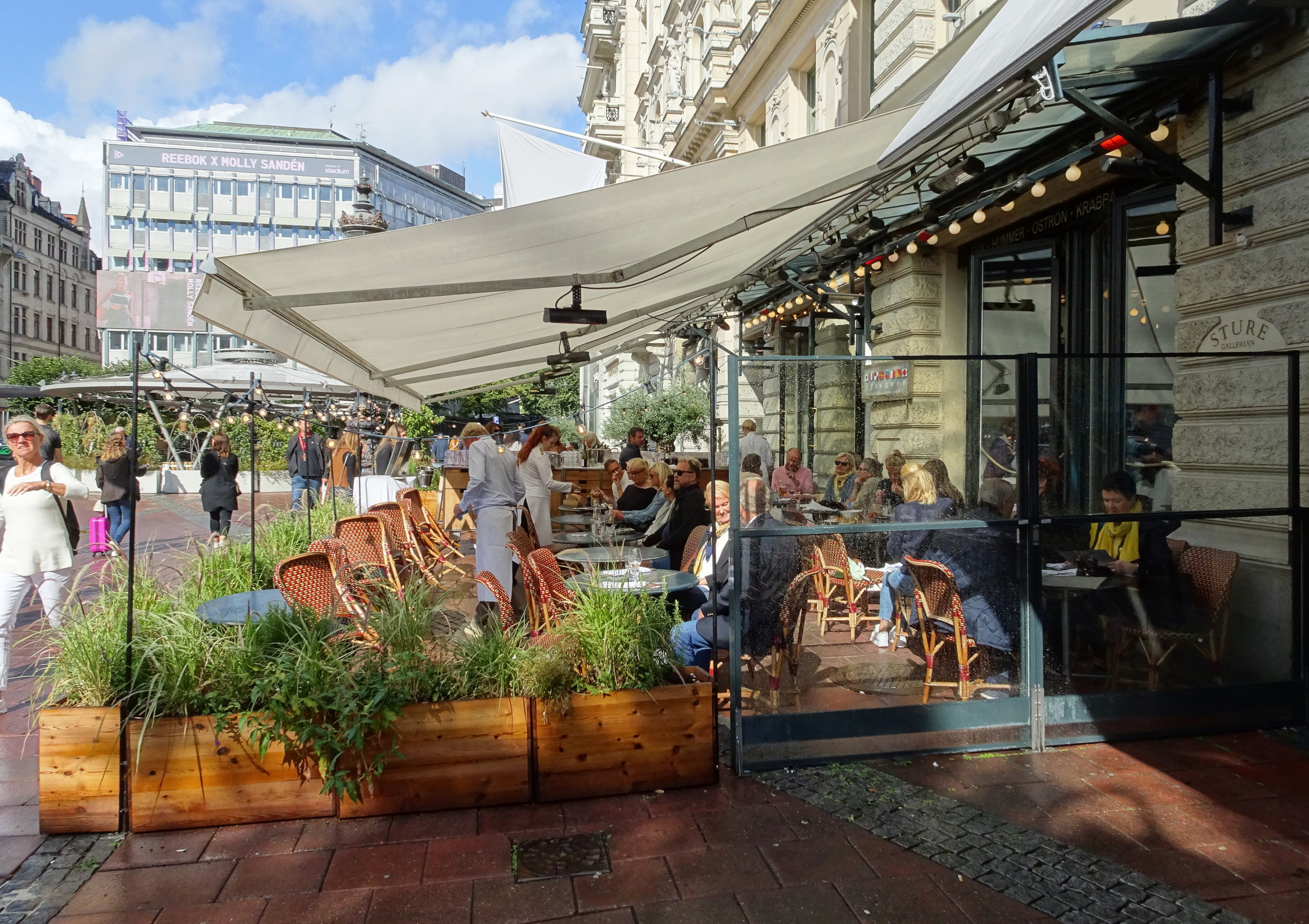
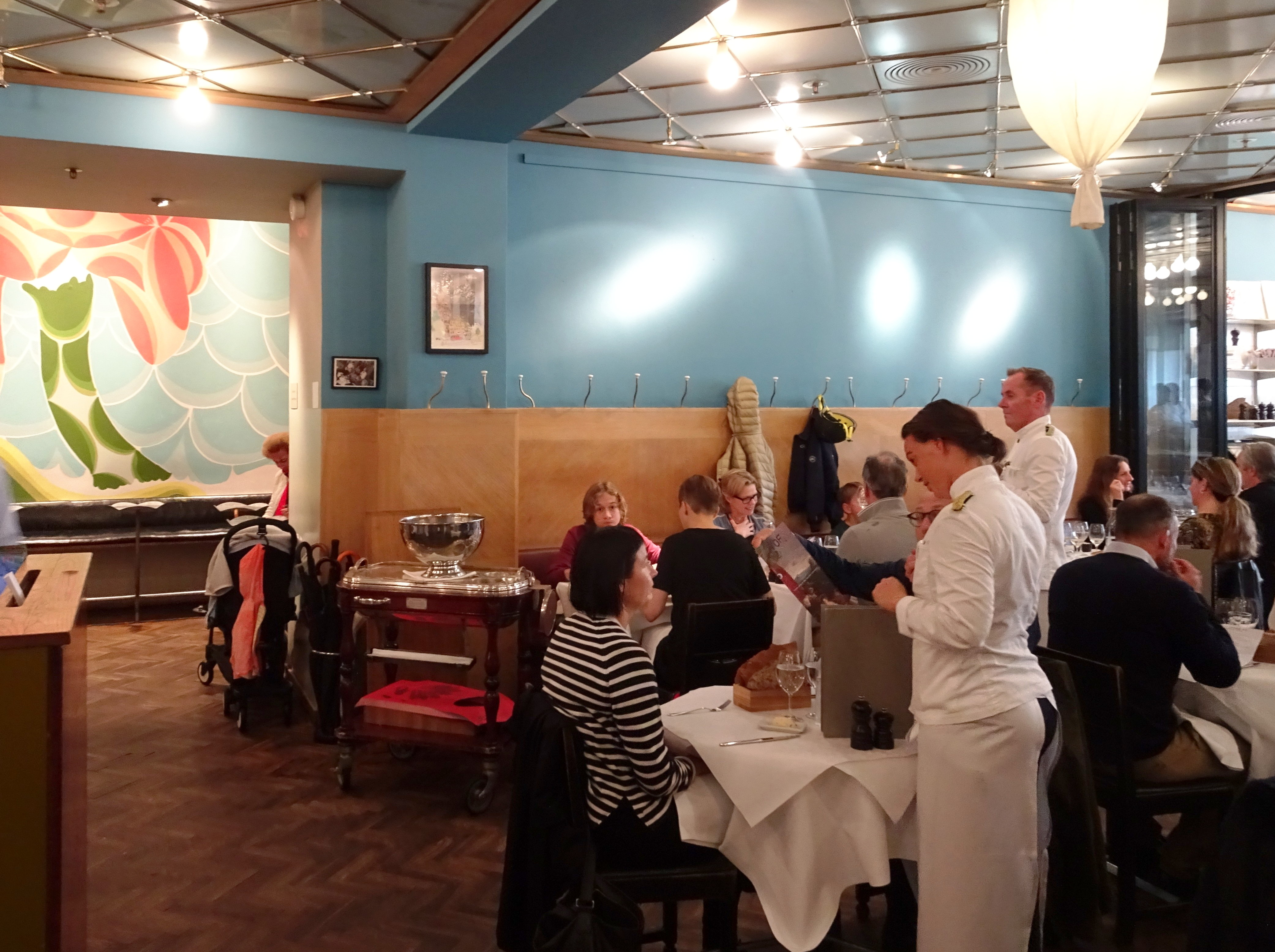
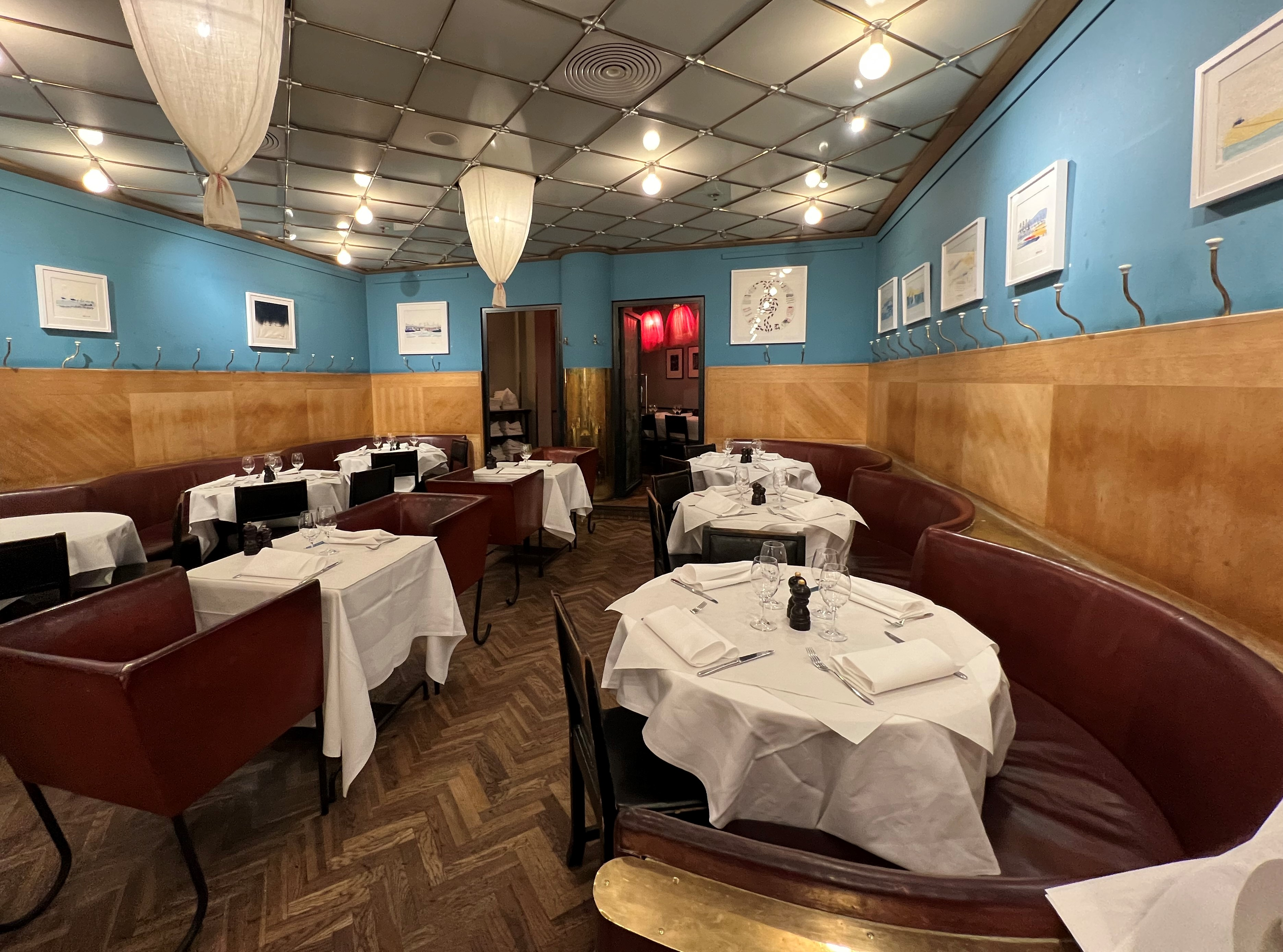
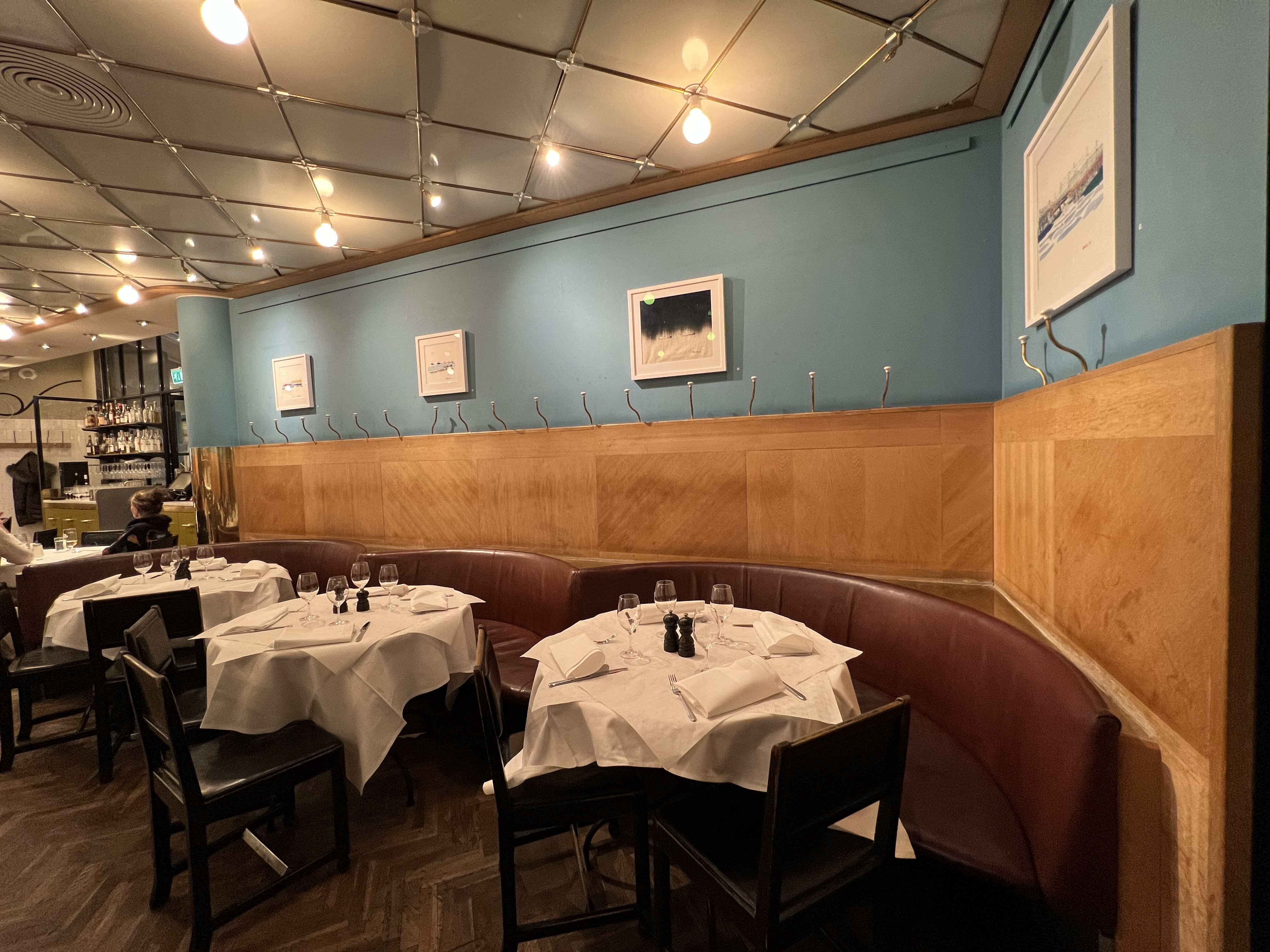
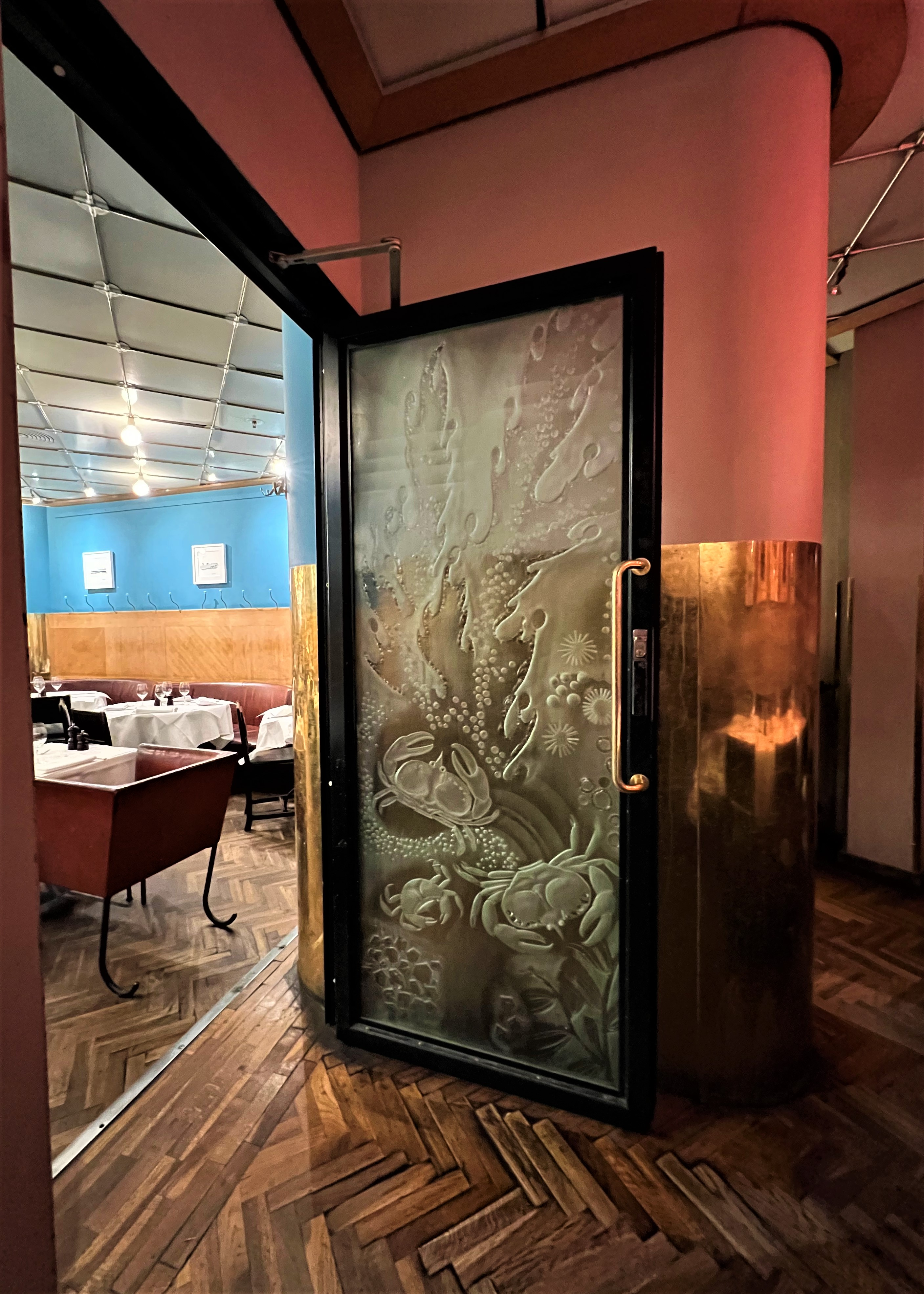
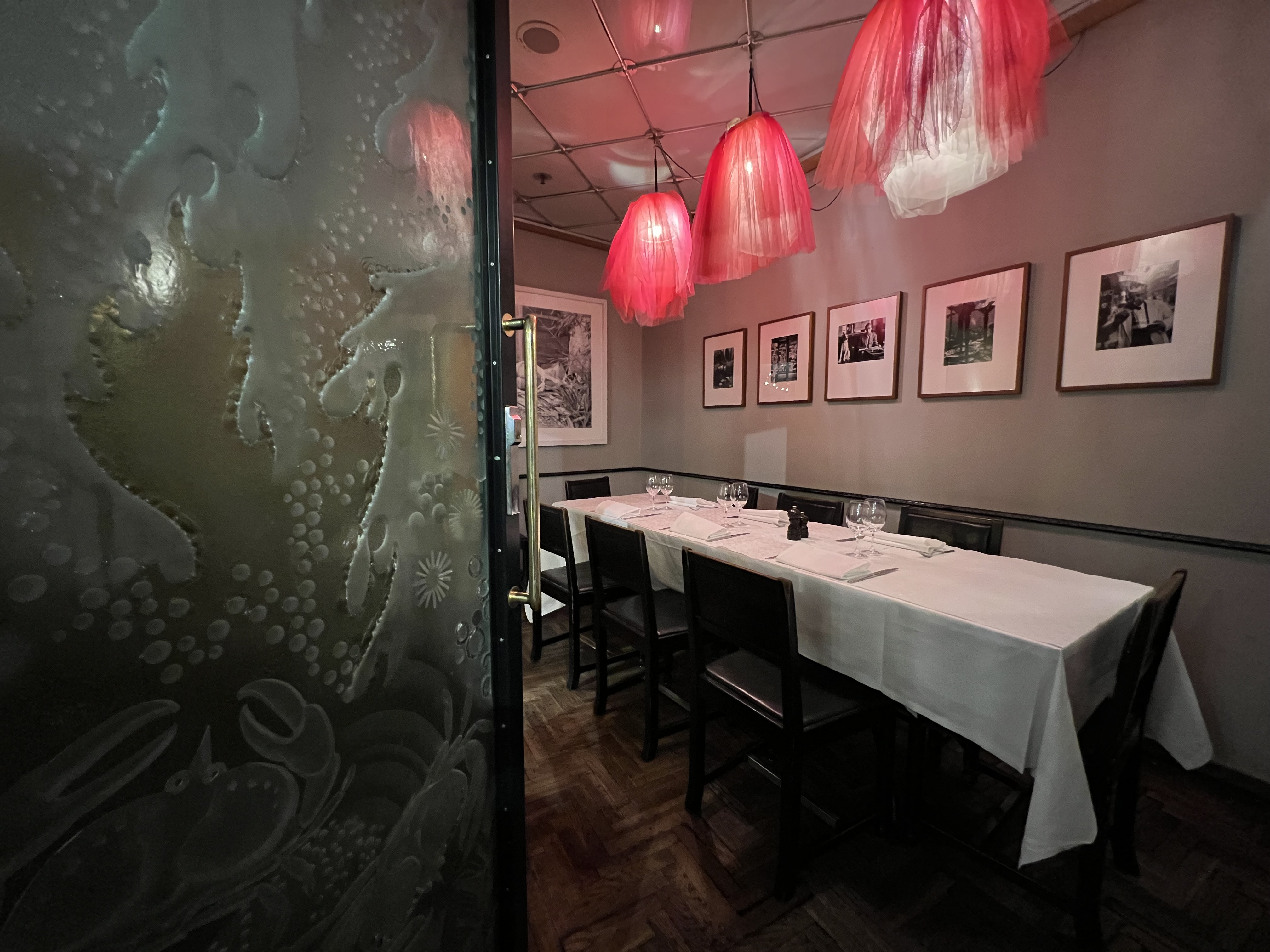
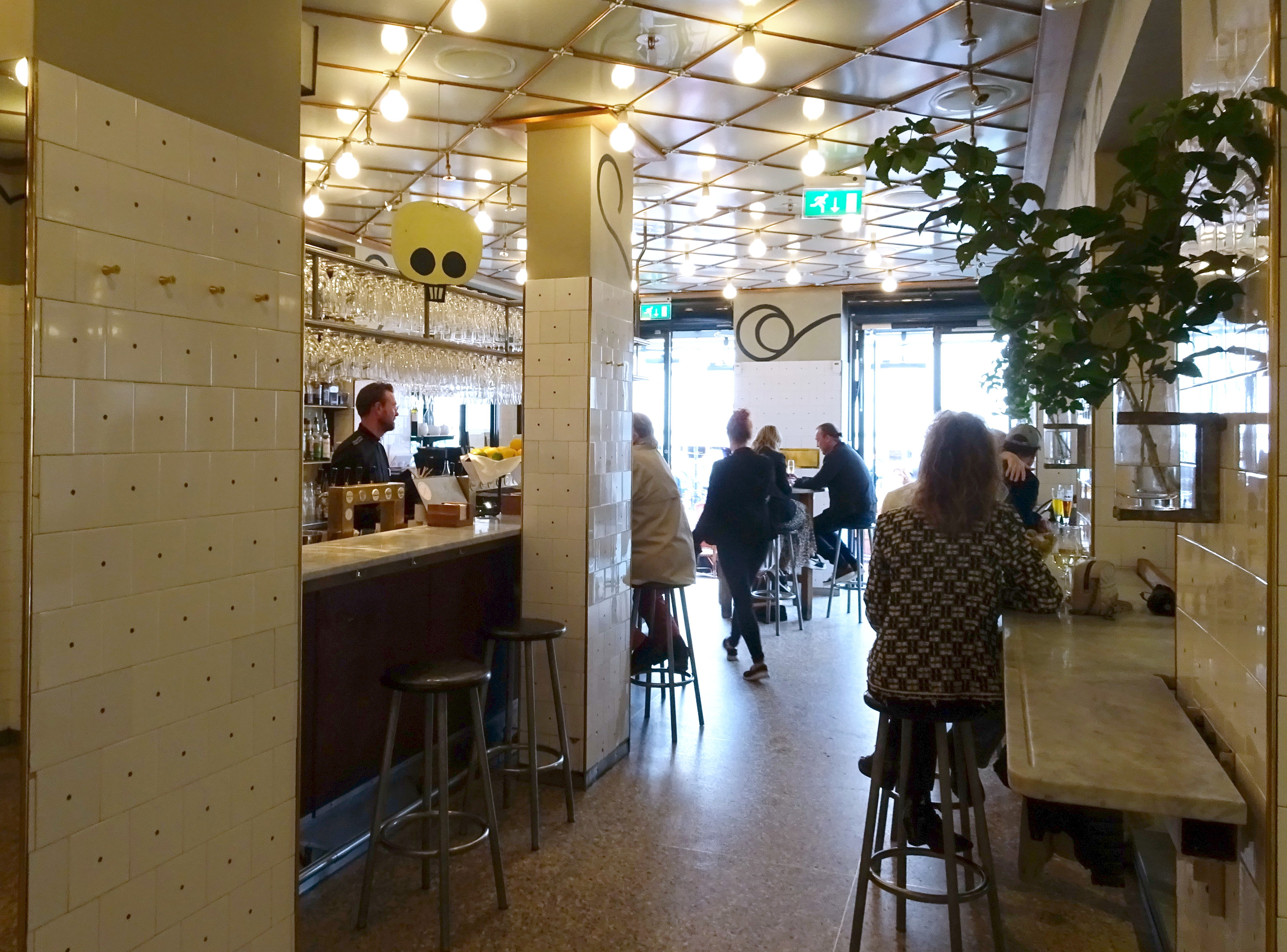
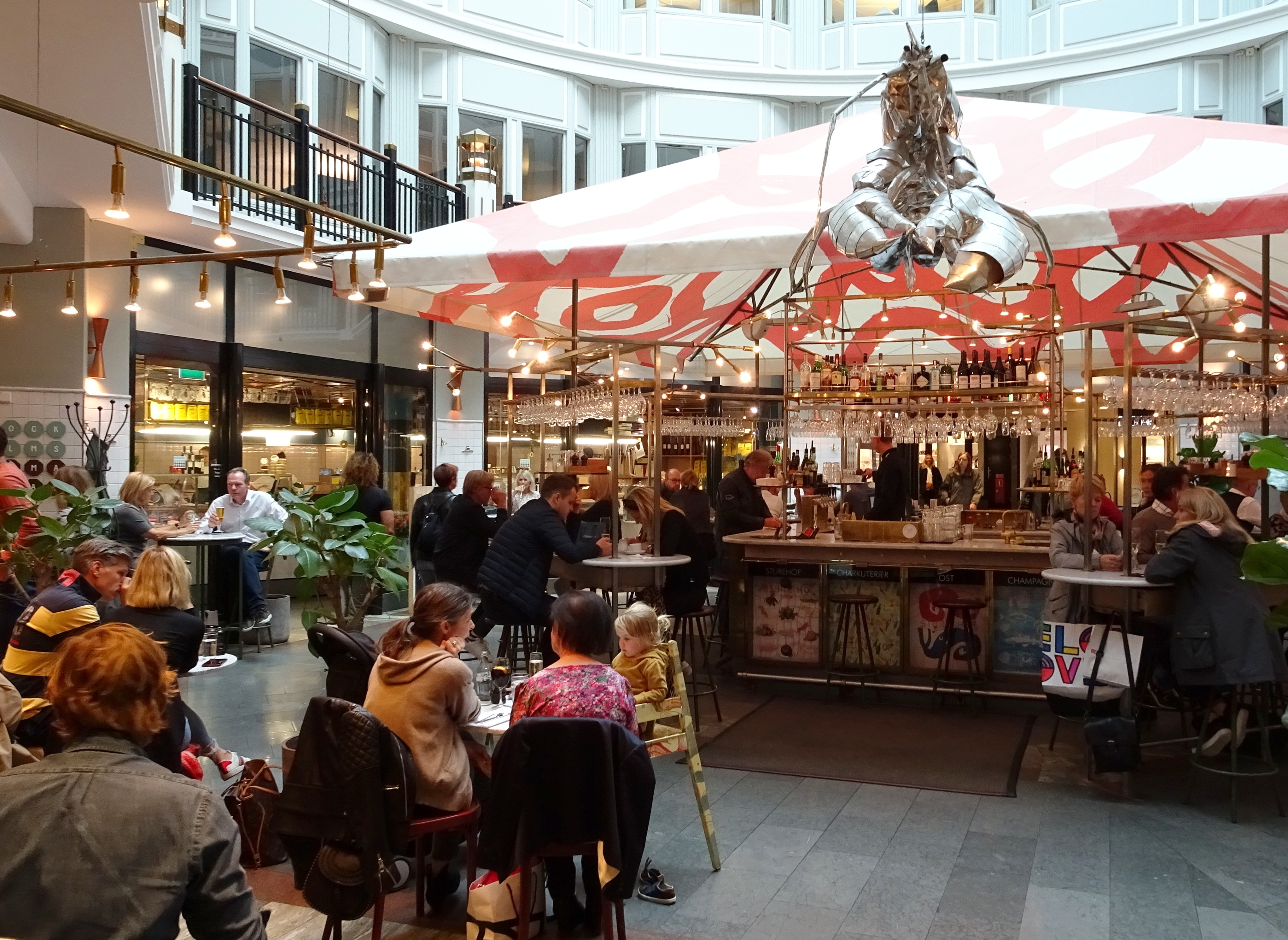